# Melville W. Brown
Melville W. Brown (Portland, 10 marzo 1887 – Hollywood, 31 gennaio 1938) è stato un regista e sceneggiatore statunitense.

## Filmografia

### Regista
- Loafers and Lovers (1920)
- Sauce and Senoritas (1920)
- The Rent Dodgers (1920)
- Pals and Petticoats, co-regia di Delmar Lord (Del Lord) (1920)
- Her Big Night (1926)
- Taxi! Taxi! (1927)
- Fast and Furious (1927)
- 13 Washington Square (1928)
- Buck Privates (1928)
- Red Lips (1928)
- The Love Doctor (1929)
- Lasciate fare a me (Geraldine) (1929)
- Jazz Heaven (1929)
- Dance Hall (1929)
- Lovin' the Ladies (1930)
- She's My Weakness (1930)
- Check and Double Check (1930)
- Behind Office Doors (1931)
- White Shoulders (1931)
- Fanny Foley Herself (1931)
- Lost in the Stratosphere (1934)[1]
- The Nut Farm (1935)
- Champagne for Breakfast (1935)
- Atterraggio forzato (Forced Landing) (1935)
- Head Office (1936)
- Stardust (1937)

### Sceneggiatore
- The Pest, regia di Christy Cabanne (1919)
- Sauce and Senoritas, regia di Melville W. Brown (1920)
- The Rent Dodgers, regia di Melville W. Brown (1920)
- Fashionable Fakers, regia di William Worthington (1923)
- The Gaiety Girl, regia di King Baggot (1924)
- The Rose of Paris, regia di Irving Cummings (1924)
- Smouldering Fires, regia di Clarence Brown (1925)
- The Goose Woman, regia di Clarence Brown (1925)
- Where Was I?, regia di William A. Seiter (1925)
- What Happened to Jones, regia di William A. Seiter - sceneggiatura, adattamento (1926)
- Poker Faces, regia di Harry A. Pollard (1926)
- Her Big Night, regia di Melville W. Brown (1926)
- Taxi! Taxi!, regia di Melville W. Brown (1927)
- Buck Privates, regia di Melville W. Brown (1928)
- Red Lips, regia di Melville W. Brown (1928)